# Eofabiania
Eofabiania es un género de foraminífero bentónico de la subfamilia Fabianiinae, de la familia Cymbaloporidae, de la superfamilia Planorbulinoidea, del suborden Rotaliina y del orden Rotaliida. Su especie tipo es Eofabiania grahami. Su rango cronoestratigráfico abarca el Luteciense (Eoceno medio).

## Clasificación
Eofabiania incluye a la siguiente especie:
- Eofabiania grahami †